# 397 Vienna
397 Vienna (mednarodno ime je tudi 397 Vienna) je asteroid tipa S (po Tholenu) oziroma tipa K (po SMASS) v asteroidnem pasu. 

## Odkritje
Asteroid je odkril francoski astronom A. Charlois ( 1864 – 1910) 19. decembra 1894 v Nici. Imenuje se po Dunaju, glavnem mestu Avstrije.

## Lastnosti
Asteroid Vienna obkroži Sonce v 4,28 letih. Njegova tirnica ima izsrednost 0,246, nagnjena pa je za 12,832° proti ekliptiki. Njegov premer je 43,34 .